# روبرت بي. كرانستون
روبرت بي. كرانستون هو سياسي أمريكي، ولد في 14 يناير 1791 في نيوبورت في الولايات المتحدة، وتوفي بنفس المكان في 27 يناير 1873. نشط حزبياً في الحزب الجمهوري وحزب اليمين. وقد انتخب عضو مجلس النواب الأمريكي ‏.